# Денисов, Степан Карпович
Степан Карпович Денисов (род. 3 января 1941) — советский и российский цирковой артист, воздушный гимнаст, дрессировщик тигров и медведей, народный артист России (1994). Народный артист Латвийской ССР (1978).

## Биография
Степан Карпович Денисов родился 3 января 1941 года в Даугавпилсе Латвийской ССР. В детстве занимался в Доме пионеров в Даугавпилсе, получил первый разряд по легкоатлетике. Работал на заводе. Был верхолазом, грузчиком, слесарем, спортсменом. Выступал в самодеятельности комическим жонглёром.
В 1959—1963 годах учился в ГУЦЭИ, где с партнёрами Элеонорой Леоновой и Геннадием Тотуховым под руководством Ю. Мандыча создал номер воздушных гимнастов «Полёт на пятках» с уникальными трюками, за который в 1967 году они получили звание лауреатов Всесоюзного смотра новых произведений циркового искусства (выступали под именем "Артисты Денисовы").
Затем занялся дрессурой, стал дрессировщиком тигров. В 1969 году создал номер «Дрессированные тигры», в котором участвовало до 16 животных. Премьера номера состоялась в Рижском цирке в 1972 году.
В 1974 году в Большом Московском цирке поставил пантомиму «Спартак» (режиссёр В. Головко, балетмейстер Д. Плоткин). В 1992 году подготовил номер с дрессированными медведями (премьера прошла в Буэнос-Айресе). В номере участвовала его жена Лариса Ивановна Денисова. 
Об артисте на Рижской киностудии был снят документальный фильм «Единственный свой человек». Участвовал на «Мосфильме» в съёмках игрового фильма «По следу властелина» (1979) и «Тигры в жизни первоклассника Семёнова» (1980).
Окончил заочно ГИТИС по специальности театровед. 

### Семья
- Жена — цирковая артистка Лариса Ивановна Денисова (род. 1954). Окончила в 1976 году Институт театра и кино в Киеве, выступала с собственным номером «Манипуляция с танцами и трансформацией».

## Награды и премии
- Лауреат Всесоюзного смотра новых произведений циркового искусства.
- Премия Ленинского комсомола (1979) — за большие достижения в области циркового искусства и оригинального жанра
- Народный артист Латвийской ССР (1978).
- Народный артист Российской Федерации (1 декабря 1994) — за заслуги в области циркового искусства и многолетнюю работу в Государственной компании «Российский цирк»

## Фильмография
- 1979 — По следу властелина
- 1980 — Тигры в жизни второклассника Семёнова — дрессировщик